# مزرعه تفضلی
مزرعه تفضلی، روستایی در دهستان چراغ‌آباد بخش توکهور شهرستان میناب در استان هرمزگان ایران است.

## جمعیت
بر پایه سرشماری عمومی نفوس و مسکن در سال ۱۳۹۵، جمعیت این روستا برابر با ۷۹۳ نفر (۱۹۶ خانوار) بوده‌است.